# Shahrestān di Shirvan
Lo shahrestān di Shirvan (farsi شهرستان شیروان) è uno degli 8 shahrestān del Khorasan settentrionale, il capoluogo è Shirvan. Lo shahrestān è suddiviso in 2 circoscrizioni (bakhsh): 
- Centrale (بخش مرکزی)
- Sarhad (بخش سرحد)